# Virginio Bordino
Virginio Bordino (Torino, 27 ottobre 1804 – Firenze, 9 maggio 1879) è stato un militare e progettista italiano, in forza al corpo del genio dell'Esercito sabaudo (poi diventato Regio Esercito).
Bordino è noto soprattutto come pioniere della storia dell'automobile. Realizzò infatti, fra il 1852 e il 1854, un calesse e un landò a vapore, quest'ultimo tuttora esistente, che costituirono i primi esemplari di veicoli stradali motorizzati costruiti in Italia. Bordino lasciò contributi anche in campo architettonico, in particolare trovando il modo di erigere le colonne del tempio della Gran Madre di Dio senza doverle tagliare in tronconi.

## Biografia
Entrato dodicenne nell'Accademia militare di Torino, Bordino iniziò nel 1823 la sua carriera di ufficiale nel corpo del genio. Fra le sue mansioni vi furono anche varie attività in ambito architettonico. Nel 1830, ad esempio, fu chiamato a risolvere alcune questioni tecniche al Santuario di Vicoforte. Bordino rilevò vari danni alla struttura causati dall'infiltrazione dell'acqua, e per prevenire ulteriori peggioramenti progettò un condotto di drenaggio attorno al santuario.
Nel 1834, con il grado di capitano, fu inviato in Inghilterra per apprendere le nascenti tecnologie di propulsione a vapore, e studiarne possibili applicazioni militari. L'anno dopo rientrò in Italia, iniziando la progettazione e costruzione di una locomotiva a vapore, oggi scomparsa. Nel 1836, durante la costruzione della chiesa della Gran Madre di Dio, Bordino escogitò un metodo per trasportare ed innalzare le colonne di granito destinate al frontone senza doverle recidere, misura questa che gli architetti del tempo avevano giudicato inevitabile.
In seguito alla prima guerra d'indipendenza, Bordino, diventato nel frattempo colonnello, ricevette l'incarico di proseguire lo sviluppo di veicoli stradali a vapore, e nel giro di alcuni anni riuscì nell'intento. Nel 1852, riutilizzando il motore e altre componenti della sua locomotiva, realizzò infatti un calesse a vapore a tre ruote, che fu poi smantellato alla sua morte. Due anni più tardi, costruì un landò a quattro ruote, pervenuto fino ai nostri giorni. Nel 1859 Bordino brevettò altri due veicoli, un autotreno ad uso pubblico e una locomotiva stradale privata.
A partire dal 1862 e anche dopo il suo congedo, avvenuto nel 1864 con il grado di luogotenente generale, Bordino studiò la possibile applicazione di un cingolo per permettere ai veicoli pesanti di affrontare il terreno accidentato. Quest'invenzione sarebbe stata realizzata solo nel 1904 per mano di Crispino Bonagente, ma Bordino non poté vederla: morì, infatti, nel 1879.

## Il landò a vapore
La vettura che Bordino costruì nel 1854, presso l'Arsenale Militare di Torino, costituisce uno dei più antichi prototipi di automobile ancora esistenti. Per realizzarla, Bordino partì da un normale landò, di cui rinforzò la struttura e le ruote, per permettergli di sostenere le modifiche connesse alla trasformazione in veicolo motorizzato. Dietro al sedile del conducente fu installato un generatore di vapore a 38 tubi, alimentato a carbon coke, e in corrispondenza dell'asse posteriore fu alloggiato il motore, dotato di due cilindri posti orizzontalmente. La potenza generata era trasmessa all'assale posteriore, a forma di albero a gomiti, tramite un meccanismo di bielle. Dietro il generatore di vapore e il motore fu posto un ulteriore sedile, destinato al fuochista. Sotto i sedili furono collocati quattro serbatoi per l'acqua. Il landò fu inoltre dotato di sospensioni a doppia molla e di un sistema di sterzo a cremagliera, poi brevettato nel 1859, basato sull'uso di un quadrilatero articolato di tipo Ackermann. A seguito delle trasformazioni, la massa del veicolo raggiunse i 3000 kg.
Il motore a vapore del landò permetteva di raggiungere una velocità di 6–8 km/h, e i circa 60 kg di coke trasportabili sul mezzo offrivano un'autonomia di circa due ore.
La vettura di Bordino percorse le vie di Torino fino al 1865. Entrata in seguito in possesso del Politecnico di Torino, fu donata al Museo dell'Automobile della città, dove è tuttora esposta.